# Eumelea apicata
Eumelea apicata är en fjärilsart som beskrevs av W. Warren 1899. Eumelea apicata ingår i släktet Eumelea och familjen mätare. Inga underarter finns listade i Catalogue of Life.